# Antillognatha lucida
Antillognatha lucida är en spindelart som beskrevs av Elizabeth Bangs Bryant 1945.
Antillognatha lucida ingår i släktet Antillognatha och familjen käkspindlar. Inga underarter finns listade i Catalogue of Life.